# Kasha Terry
Kasha NiCarra Terry (Norimberga, 21 ottobre 1983) è un'ex cestista statunitense, professionista nella WNBA.

## Carriera
È stata selezionata dalle Indiana Fever al secondo giro del Draft WNBA 2006 (26ª scelta assoluta).